# Freema Agyeman
Freema Agyeman ([friːmə ɑːɡjəmən], rozená Frema Agyeman, * 20. březen 1979) je anglická herečka, která je známá díky roli Marthy Jonesové ve sci-fi seriálu stanice BBC Pán času a jeho odvozeného seriálu Torchwood.
Po odchodu ze seriálu Pán času a po rolích v seriálech Přežít! a Malá Dorritka na BBC získala v letech 2009 a 2012 hlavní roli Aleshy Phillipsové v kriminálním dramatu Law & Order: UK. V roce 2013 debutovala na obrazovkách amerických televizí v seriálu pro mládež The Carrie Diaries televize The CW jako Larissa Loughlinová, redaktora stylového časopisu Interview. V roce 2018 byla obsazena do jedné z hlavních postav seriálu stanice NBC New Amsterdam.

## Mládí
Její matka, Azar, je Íránka a její otec, Osei, je Ghaňan. Rozvedli se, když byla dítě. Má starší sestru, Leilu a mladšího bratra, Dominica. Ačkoli je její matka muslimka a otec metodista, vyrůstala jako římský katolík.
Navštěvovala Our Lady's Convent RC High School a katolickou školu v Stamford Hill a během léta 1996 studovala na Young Actors Theatre v Islingtonu a studoval divadelní umění a drama na Middlesex University, kterou absolvovala v roce 2000.
Má dovednosti v bojovém umění, což vedlo ke spekulacím, že by přinést více fyzického přístupu k roli Doktorovy společnice. Na nadloktí má tetování, které symbolizuje její původ a obsahuje perského slova „raha“, což znamená „volný“ a obraz motýla. Podporuje společnost Divine Chocolate, která pracuje s ghanskými pěstiteli kakaa.

## Kariéra

### Začátky
Když započala svou profesionální hereckou kariéru, rozhodla se pro upravení svého rodného jména. Rodné jméno „Frema“ si změnila na „Fregma“, aby předešla problémům s výslovností.
Před získáním své nejslavnější televizní role Marthy Jones v seriálu Pán času hrála Lolu Wise v mýdlové opeře stanice ITV Crossroads si zahrála malé hostující role v jiných televizních seriálech, například Casualty, Mile High a The Bill.. V roce 2005 se objevila v roli kriminálního důstojníka Mary Ogden v seriálu Silent Witness. Hrála roli Nany v nezávislém filmu Stephena Lloyd Jacksona Rulers and Dealers.

### 2006–2010: Role Marthy Jones vPánovi času
Agyemanová se zúčastnila konkurzů na tři různé role do seriálu Pán času. V roce 2005 se pokoušela o roli Sally Jacobs v dílu „Invaze Vánoc, ale role byla předána Anitě Briem, která lépe seděla produkčnímu týmu do jejich konceptu „ledově cool blondýna“. Později se ucházela o roli Esmy a Adeoly Oshodi. Role Esmy byla nakonec z finálního scénáře vyškrtnuta, ale roli Adeoly získala. Natáčení probíhalo v prosinci 2005 a na televizních obrazovkách se v roli objevila 1. července 2006.
Produkční tým byl ohromen její všestranností během předešlých tří konkurzů a stala se vážným kandidátem na nového společníka Doktora. Před závěrečným testem na obrazovkách se zúčastnila dalšího konkurzu s desátým hercem Doktora, Davidem Tennantem. David Tennant pod dveřmi hotelového pokoje podstrčil poznámku na uklidnění, což jí pomohlo k uklidnění nervů. Po rozsáhlých spekulacích, kdo by měl nahradit Billie Piper, bylo 5. července 2006 potvrzeno tisku, že se stala novou společností.
Třetí řada se začala natáčet v srpnu 2006 a skončila v březnu 2007. Na televizních obrazovkách debutovala jako Martha Jones dne 31. března 2007 v díle „Smith a Jones“. Řada dialogů vysvětluje, že Adeola byla sestřenicí Marty. Následně pokračovala s vylíčení své postavy během každého dílu řady. Do role Marty se vrátila v pěti dílech čtvrté řady. V návaznosti na finální díl čtvrté řady uvedla, že je otevřena tomu, aby si roli zopakovala.
Později se vrátila spolu s několika dalšími bývalými členy v díle „The End of Time“. Souběžně s hraním v seriálu poskytla svůj hlas pro audioknihu Doctor Who New Series Adventures.
Mezi třetí a čtvrtou řadou Pána času se objevila ve třech dílech spin-offu seriálu Torchwood, jmenovitě v dílech „Reset“, „Dead Man Walking“ a „A Day in the Death“.

### 2008–dosud:Bizarre ER,Law & Order: UK,The Carrie Diaries
Několikrát se objevila v seriálu Bedtime Hour, kde četla příběhy vysílané krátce před 19:00. Byla vypravěčkou v první řadě dokumentárního cyklu z nemocničního prostředí Bizarre ER na stanici BBC Three, který běžel od 14. února 2008 do 3. dubna 2008 a také pro druhou řadu, která se začala vysílat v úterý 21. dubna 2009.
Mezi lety 2009 a 2012 si zahrála v roli vrchní zastupitelky Aleshy Phillips v seriálu Law & Order: UK, britské adaptaci a spin-offu oblíbené americké série Law & Order. Sama se považuje za velkého fanouška původní série Zákon a pořádek, zejména 3. a 4. řady. V seriálu setrvala prvních šest řad. Účinkování v sedmé řadě odřekla kvůli jiným závazkům a filmování.
V březnu 2012 vyšlo na veřejnost, že bude hrát Larissu, „pohodovou dívku v zálibě v oslavách, která pracuje v časopise Interview“ v pilotním díle prequelu seriálu Sex ve městě, s názvem The Carrie Diaries. Na počátku roku 2013 hrála v televizním seriále Old Jack's Boat na kanále CBeebies v roli Shelley.
Na přelomu roku 2014 a začátku roku 2015 si zahrála v novém limitovaném seriálu Netflixu Sense8, jehož tvůrci jsouJ. Michael Straczynski spolu s Lilly Wachowski a Lanou Wachowski.
Od roku 2018 hraje hlavní roli Dr. Helen Sharpe v seriálu stanice NBC New Amsterdam.

## Ocenění a uznání
V červnu 2007 obdržela ocenění „Nejlepší nováček“ v roce 2007 cenu "Glamour Women of the Year Awards“. Ve stejném roce vyhrála v kategorii „Ženská televizní hvězda“ ocenění Screen Nation Film and Television Awards. Ceremoniál se konal dne 15. října 2007 v Hilton Metropole v Londýně.
Britské noviny The Observer s ní v prosinci 2007 zveřejnili rozhovor a nazvaly jí „tváří roku 2007“.
Nominace
V roce 2003 byla nominována na British Soap Awards za její roli Loly Wise v mýdlové opeře Crossroads, ve dvou kategoriích: „Nejlepší nováček“ a „Nejvíce sexy žena“. V roce 2007 byla nominována v kategorii nejlepší herečka na cenu National Television Awards“ za roli Marthy Jones v seriálu Pán času a na cenu TV Quick Awards ve stejném roce za působení ve stejném seriálu. Na cenu National Television Awards v roce 2010 byla nominována v kategorii nejlepší dramatický výkon za svou roli vrchní zastupitelky Aleshy Phillips, ale nedostala se do užšího výběru.
V roce 2009 byla také nominována v kategorii nejlepší ženský herecký výkon na mezinárodním filmovém festivalu Birmingham Black (MVSAs).

## Filmografie

### Film
| Rok  | Název              | Role     | Poznámky    |
| ---- | ------------------ | -------- | ----------- |
| 2004 | Aisha the American | Shaheen  | krátký film |
| 2006 | Rulers and Dealers | Nana     |             |
| 2015 | North v South      | Pennyars |             |
| 2016 | Eat Local          | Angel    |             |

### Televize
| Rok       | Název                               | Role                              | Poznámky                             |
| --------- | ----------------------------------- | --------------------------------- | ------------------------------------ |
| 2003      | Crossroads                          | Lola Wise                         |                                      |
| 2004      | Poldové                             | Jenna Carter                      | díl: 232                             |
| 2004      | Casualty                            | Kate Hindley                      | díl: „Casualty@Holby City: Part One“ |
| 2005      | Mile High                           | Dívka                             | díl: 226                             |
| 2005      | Tichý svědek                        | Mary Ogden                        | díl: „Choices: Part 1“               |
| 2006      | The Bill                            | Shakira Washington / Jenna Carter | 3 díly                               |
| 2006      | Pán času                            | Adeola Oshodi                     | díl: „Armáda duchů“                  |
| 2007–2010 | Pán času                            | Martha Jones                      | 19 dílů                              |
| 2007–2008 | Doctor Who Confidential             | Samu sebe                         | 13 dílů                              |
| 2007      | Totally Doctor Who                  | Samu sebe                         | 7 dílů                               |
| 2007      | The Infinite Quest                  | Martha Jones (hlas)               | 13 dílů                              |
| 2007      | The Infinite Quest                  | Samu sebe                         | díl: 103                             |
| 2008      | Torchwood                           | Martha Jones                      | 3 díly                               |
| 2008–2010 | Bizarre ER                          | Samu sebe                         | vypravěč (1.–3. řada); 30 dílů       |
| 2008      | Torchwood Declassified              | Samu sebe                         | 2 díly                               |
| 2008      | Malá Dorritka                       | Tattycoram                        | minisérie, 8 dílů                    |
| 2008      | Přežít!                             | Jenny Walsh                       | 2 díly                               |
| 2009–2012 | Zákon a pořádek: Spojené království | Alesha Phillips                   | hlavní role (1.–6. řada); 39 dílů    |
| 2013–2014 | The Carrie Diaries                  | Larissa Loughlin                  | hlavní role; 26 dílů                 |
| 2013–2015 | Old Jack's Boat                     | Shelly Periwinkle                 | hlavní role (1. řada), 27 dílů       |
| 2013      | Rubenesque                          | Trudy                             | TV film                              |
| 2015–2018 | Osmý smysl                          | Amanita Caplan                    | hlavní role, 23 dílů                 |
| 2017      | Panorama                            | Vypravačka                        | díl: „When Kids Abuse Kid“           |
| 2018–2022 | New Amsterdam                       | Dr. Helen Sharpe                  | hlavní role                          |

### Audio a rádio
| Rok  | Název                                          | Role           | Poznámky              |
| ---- | ---------------------------------------------- | -------------- | --------------------- |
| 2007 | The Last Dodo                                  | Vypravěč       | audiokniha Doctor Who |
| 2007 | Wetworld                                       | Vypravěč       | audiokniha Doctor Who |
| 2007 | The Pirate Loop                                | Vypravěč       | audiokniha Doctor Who |
| 2008 | Martha in the Mirror                           | Vypravěč       | audiokniha Doctor Who |
| 2008 | Lost Souls                                     | Martha Jones   |                       |
| 2008 | The Story of Martha                            | Vypravěč       | audiokniha Doctor Who |
| 2014 | Six Degrees of Assassination: An Audible Drama | Ellen Townsend | zvukové drama         |
| 2020 | Torchwood: Dissected                           | Martha Jones   |                       |

### Divadlo
| Rok       | Název            | Role       | Poznámky                         |
| --------- | ---------------- | ---------- | -------------------------------- |
| 2001–2002 | When Snow Falls  | T          | podle Chrise Elwella             |
| 2001      | Twisted Roots    | Anya Starr | podle Emily Nightingale          |
| 2002      | Lords and Ladies | různé role | od Terryho Pratchetta            |
| 2008      | Doctor Who Prom  | host       | hudební oslava 27. července 2008 |
| 2017      | Apologia         | Claire     | podle Alexi Kaye Campbell        |